# Malmö Tidning
Malmö Tidning utkom med sitt första nummer 3 juli 1813 och var då Malmös första nyhetstidning. Redaktör var Handlande Hägg och redaktionen inrymdes på samma adress som dennes salubod på Södergatan i Malmö. Tidningen kom ut en gång i veckan, lördagar, och innehöll fyra sidor. 1852 ökades utgivningstakten och tidningen kom ut onsdag och lördagar, dock bara med två sidor på onsdagarna. Från november 1853 bytte tidningen namn till Malmö Nya Tidning. Under perioden 1838–1842 var den svenske utopisten Nils Herman Quiding tidningens redaktör. Tidningen lades ner 1854.